# Guo Oriental (estat)
L'Estat de Guo Oriental (xinès tradicional: 東虢國, xinès simplificat: 东虢国, pinyin: Dōng Guó Guó) va ser un important estat vassall en els primers anys de la Dinastia Zhou Occidental (1046-770 aC).
Després que el Rei Wu de Zhou destruí la Dinastia Shang en 1046 aC, els seus dos oncles van rebre concessions de terres del pare del rei de Wu, el Rei Wen de Zhou.